# Torben Keller
Torben Keller (født 19. februar 1987 i Skærbæk) er en tidligere dansk professionel bokser, som var på kontrakt hos den tyske stald Team Sauerland. Han var aktiv mellem debuten i december 2011 til september 2014, hvor han officielt stoppede sin karriere. 
I forbindelse med hans karrierestop blev det offentliggjort, at det ikke var nederlaget i karrierens sidste kamp der havde taget modet fra ham, men at det var grundet forhold i hans kontrakt, der gjorde at hans indtjening ikke længere ville være den samme. 
Han valgte derfor at stoppe sin karriere. 

## Amatør resultater
Nr. 1 Jyske mesterskaber (-69 kg), Vejle, Danmark 2007 
 
Nr. 1 Jyske mesterskaber (-69 kg), Århus, Danmark 2008 
 
Nr. 1 Danske mesterskaber (-69 kg), Thisted, Danmark 2008 
 
Nr. 1 Jyske mesterskaber (-69 kg), Århus, Danmark 2009 
      
Nr. 1 Danske mesterskaber (-69 kg), Gilleleje, Danmark 2009 

Nr. 1 Nordiske mesterskaber (-69 kg), Aabybro, Danmark 2009 

Nr. 5 Verdensmesterskaberne (-69 kg), Milano, Italien 2009 
 
Nr. 1 Jyske mesterskaber (-69 kg), Århus, Danmark 2010 

Nr. 1 Danske mesterskaber (-69 kg), Odense, Danmark 2010 

Nr. 9 Europamesterskaberne (-69 kg), Moskva, Rusland 2010 

Nr. 1 Nordiske mesterskaber (-69 kg), Finland 2011

## Professionelle kampe
| 10 Vundne (3 knockouts), 1 Tabt, 1 Uafgjort |             |                      |      |             |                    |                                         |                     |
| Resultat                                    | Rekordliste | Modstander           | Type | Rd., Tid    | Dato               | Sted                                    | Noter               |
| Tabte                                       | 10-1-1      | Arman Torosyan       | KO   | 1 (8), 2:00 | 13. september 2014 | TAP 1, København, Danmark               |                     |
| Vandt                                       | 10-0-1      | Travis Hartman       | RTD  | 3 (8), 3:00 | 12. April 2014     | Blue Water Dokken, Esbjerg, Danmark     |                     |
| Vandt                                       | 9-0-1       | Bradley Pryce        | UD   | 10 (10)     | 19. oktober 2013   | Kolding Hallen, Kolding, Danmark        |                     |
| Vandt                                       | 8-0-1       | Michael Schubov      | UD   | 8 (8)       | 15. juni 2013      | NRGI Arena, Århus, Danmark              |                     |
| Vandt                                       | 7-0-1       | Terry Carruthers     | UD   | 8 (8)       | 13. april 2013     | Arena Nord, Frederikshavn, Danmark      |                     |
| Vandt                                       | 6-0-1       | Gary Boulden         | KO   | 1 (6), 2:33 | 8. december 2012   | BOXEN, Herning, Danmark                 |                     |
| Vandt                                       | 5-0-1       | Laszlo Szekeres      | UD   | 6 (6), 1:05 | 22. september 2012 | Arena Nord, Frederikshavn, Danmark      |                     |
| Uafgjort                                    | 4–0-1       | Luca Arrigo          | MD   | 4 (4)       | 2. juni 2012       | Herning Kongrescenter, Herning, Danmark |                     |
| Vandt                                       | 4-0         | Yuri Pompilio        | UD   | 4 (4)       | 19. maj 2012       | Parken, København, Danmark              |                     |
| Vandt                                       | 3-0         | Aliaksandr Abramenka | TKO  | 5 (6), 0:23 | 21. april 2012     | Arena Nord, Frederikshavn, Danmark      |                     |
| Vandt                                       | 2-0         | Dzianis Makar        | UD   | 4 (4)       | 18. februar 2012   | Brøndby Hallen, Brøndby, Danmark        |                     |
| Vandt                                       | 1-0         | Aleksei Tsatiasvili  | UD   | 4 (4)       | 17. december 2011  | Herning Kongrescenter, Herning, Danmark | Professionel debut. |